# Ryszard Maciejkianiec

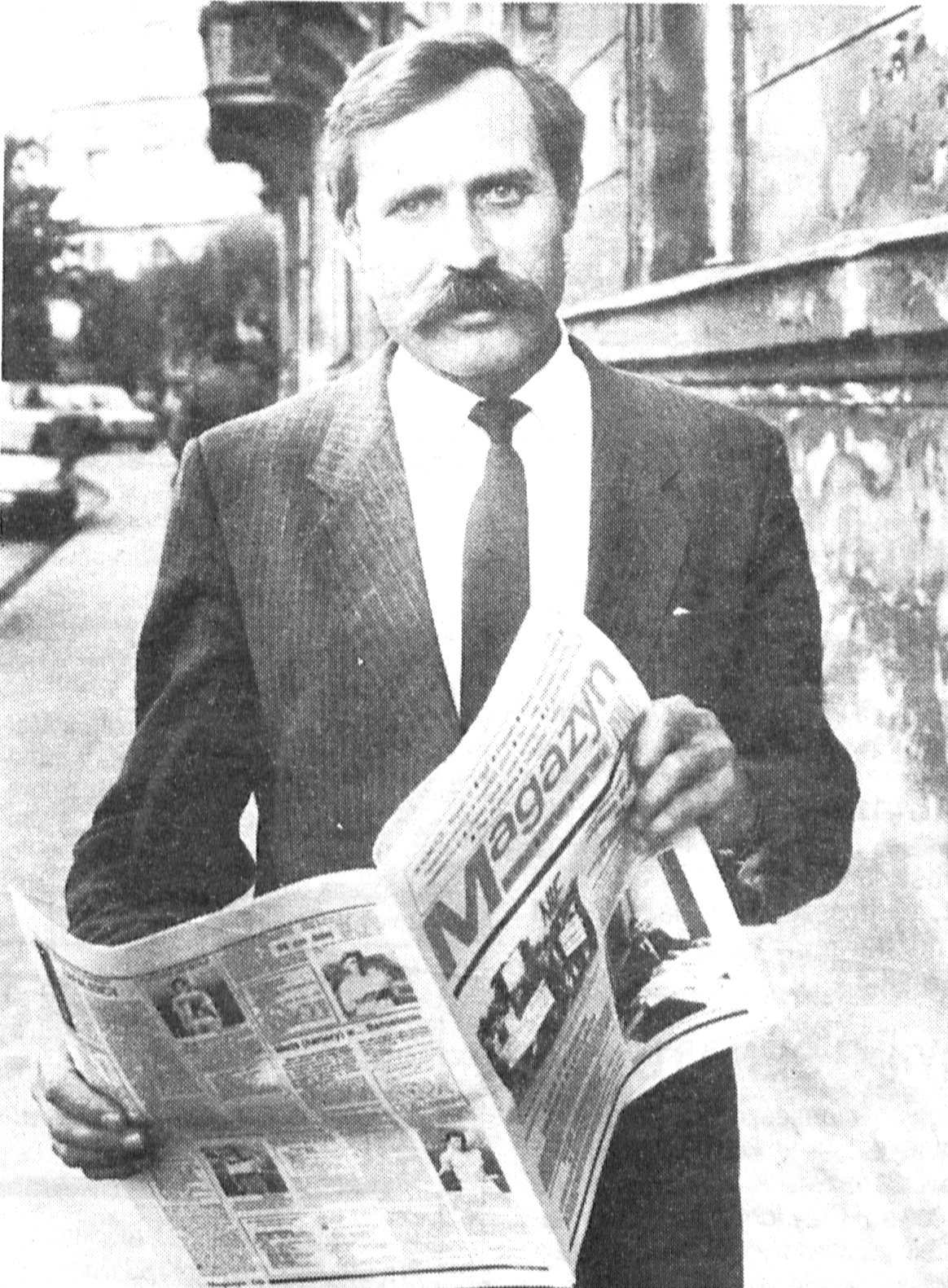
Ryszard Maciejkianiec, im Oktober 1991

Ryszard Maciejkianiec (litauisch Ryšard Maciejkianiec; * 28. Juni 1947 in Kaniūkai, Rajongemeinde Vilnius) ist ein litauischer Politiker.

## Leben
Nach dem Abitur an der Mittelschule absolvierte er 1975 das Diplomstudium der Rechtswissenschaft an der Universität Vilnius.
Von 1965 bis 1969 arbeitete er als Lehrer im Rajon Vilnius und leistete den Sowjetarmeedienst. Von 1969 bis 1982 arbeitete er in Buivydžiai und in der Rajongemeinde Šalčininkai, von 1982 bis 1990 bei der Kommunistischen Partei Litauens.
Von 1990 bis 1996 war er Mitglied im Seimas, von 1997 bis 2000 Mitglied im Stadtrat Vilnius sowie von 2003 bis 2007 Mitglied im Rat der Rajongemeinde Vilnius.
Er ist Mitglied von Lietuvos lenkų liquides partija, einer polnischen Volkspartei in Litauen.